# 穝所職経

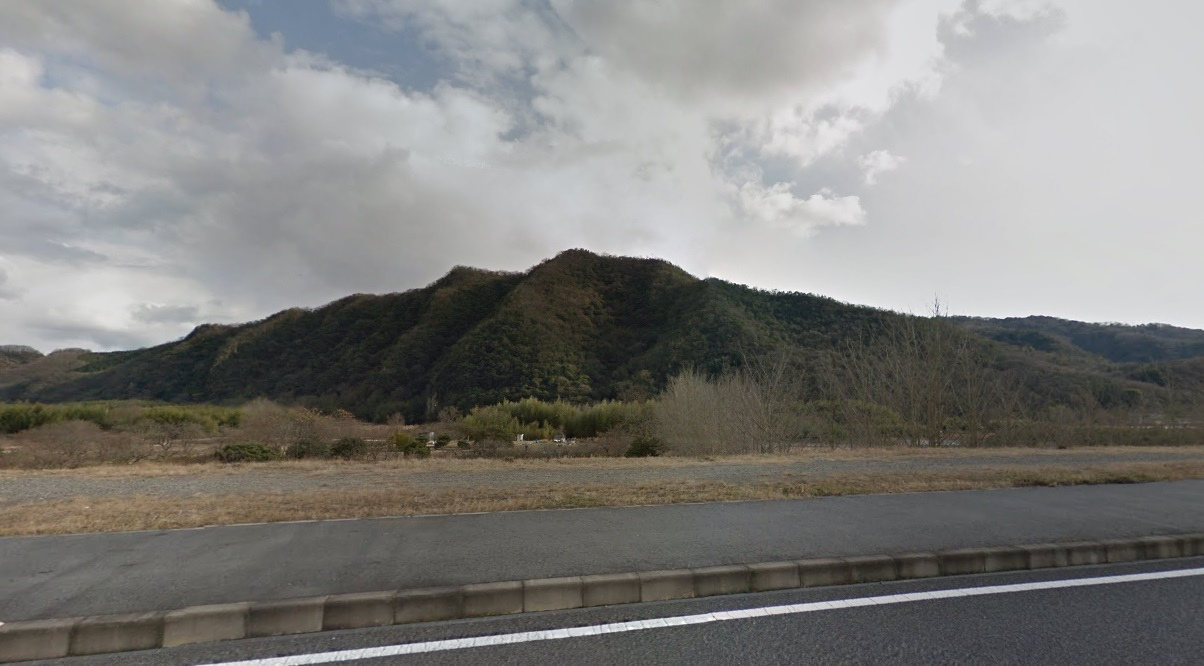
龍ノ口山、職経の居城があった

穝所 職経（穝所 元経、穝所 元常、さいしょ もとつね）は、戦国時代の武将。備前国龍ノ口城主。備前中部旭川東岸の領主。
軍記物などで宇喜多直家による暗殺とされてきたが、実際は毛利方に暗殺された。

## 略歴
穝所氏は備前上道郡の吉備氏の後裔である上道氏の庶流、財田氏の一族であり、穝は財田郷の分村と考えられ古くからこの地を基盤とする氏族であった。藤姓を称する。現在も同地には地名"穝（さい）"が残っているが、"穝"は当時"税"と同じ意味で用いられていて、一般的な古代官庁名である税所氏と書かれることも多い。また、居城龍ノ口城が建つ龍ノ口山の麓から南に広がる平野がかつて備前国府が存在した場所であり（国府市場など）、同山には上道氏の氏寺である賞田廃寺跡など関連古代史跡が多数存在する。
後世の軍記物などで事実とかけ離れた脚色をされたが、境目の有力領主として活動した氏族であり、職経も浦上氏、松田氏、尼子氏などの勢力と様々に関わった挙げ句、最後は西から進出した毛利勢に暗殺された。

## 宇喜多直家による暗殺説話
職経は松田氏配下の勇猛な武将として知られ、当時砥石城や沼城を落城させ浦上氏家中で勢力を伸ばしつつあった宇喜多直家の備前西部侵出を食い止めていた。
永禄4年（1561年）、直家は臣下の宇喜多忠家を総大将として龍ノ口城へ兵を差し向けた。この報を聞いた職経は竹田河原に布陣、大激戦の末合戦は引き分けとなり、職経は居城へ退却した。龍ノ口城は城の北側と西側が絶壁、山麓を旭川（西の大川）が流れ、南側は深い谷、東側に僅かに山が続くといった強固な山城だった。
力ずくで落とすのは無謀と判断した長船貞親は、直家に計略を提案した。職経は男色好みとして知られており、特に美少年には目がないという話が知られていた。直家は小姓の岡清三郎を刺客として送り込むことにした。
ある時、川で綱を引かせるのを職経が見物していた。これを好機とみた清三郎は川辺で笛を吹き職経の注意を集めようとした。すぐに職経の目に留まり、清三郎は龍ノ口城へ連れて帰られ侵入に成功した。職経は清三郎を気に入って側に置こうとしたが、それを危険と見た家臣らはやめるよう諫言した。しかし職経は完全に清三郎に陶酔し、清三郎一人相手に酒盛りをしたり、そのまま寝込んでしまうこともあった。
ある夏、職経は旭川に設けた避暑所で清三郎を相手に酒盛りをしており、いつものように職経は寝込んでしまった。周りに家臣が居ないことを確認し、清三郎は職経の脇差を抜き取り胸に突き刺して殺害して、首を取って逃げた。家臣はすぐに気付き、捕えようと後を追ったが振り切られてしまった。清三郎は無事帰還し、直家に職経の首を差し出した。その後、これを機に直家は龍ノ口城を攻め立てて陥落させ、備前国西部侵出への糸口を掴んだ。
なお、暗殺については天正の頃とか、天正2年か3年と記す史料もある。
以上のような職経の男色性癖を利用した直家による暗殺説話は、『備前軍記』など後世になって史料としての信頼性が劣る軍記物に記されたものである。
これと似た話として、直家に仕えたという岡与三左衛門（-1581）の孫・多兵衛が寛永二十一年（1644）に呈出した奉公書で、直家が龍ノ口城主であった穝所信濃守（経卿）を謀殺するよう与三左衛門に命じたので、城山に火を掛けて城内の兵が驚いて混乱している所に入り込んで信濃守を生け捕って首を取り、さらに家来を人質にして退却したという主張があるが、真偽は不明である。

## 同陣営当事者による実話
当時、同じ毛利方に属し、刑部郷経山城主であった中島元行が1615年（元和元年）に自身の体験した合戦や功績を表した『中国兵乱記』によると、1561年5月（永禄四年）御野郡平瀬村の船山砦に禰屋氏配下に組み込まれていた須々木豊前守（行連）らを番大将として留めると浦上宗景はそれに対抗して沼城へ進出し、当時浦上方であった穝所職経は毛利方への内応を中島加賀守（輝行）へ密通してきた。人質を条件にした所、弟の坊主魔谷院に誓紙をもたせて差し出してきたので、石川久智と相談し、酒津城主高橋右馬允に預け、備中勢は龍ノ口城に入って職経に山城の脱出用抜け道を案内させた。そこに魔谷院が脱走したという連絡があったので、西の出崎丸まで来た時、梶谷八兵衛に合図して職経と引き組ませ滝へ突き落とし暗殺した。城中の穝所氏の配下には職経が岩を踏み外して滑落死したと称し、「こうなった以上はやむをえない。おのおのは方は芸州方へ別心なく忠義を尽くすと誓紙を差し出して欲しい。異議は有るまい」と言いくるめて配下に組み入れた。実はその時、職経と斬られた近習はまだ息があったが、須々木豊前らに死骸を確認させてみるとまだ生きていたので刺し殺して止めを差した。このようなちょっとした計略で龍ノ口城主を討ち取ったことは近国に知れ渡った。